# Raimundo Colombo
João Raimundo Colombo (Lages, 28 de fevereiro de 1955) é um político brasileiro, filiado ao Partido Social Democrático (PSD). Foi governador do Estado de Santa Catarina, de 2011 a 2018. Pelo mesmo, também foi Senador da República, de 2007 a 2010. É um dos Vice-Presidentes da Executiva Nacional do PSD e responde pela Coordenação de Estudos Políticos da Fundação Espaço Democrático do partido.
Raimundo foi deputado estadual de 1987 a 1988. Em seguida, governou o município de Lages entre 1989 a 1992, cargo que viria a ocupar novamente de 2001 a 2006. Eleito deputado federal em 1998, exerceu o mandato até 2000, quando assumiu a prefeitura de Lages.
Em 2003 foi eleito presidente do PFL catarinense, mandato que cumpriu até 2007. Ocupou o mesmo cargo entre 1993 e 1995. Também foi secretário-geral do PFL no estado. Ocupou os cargos de diretor administrativo da Telecomunicações de Santa Catarina (Telesc), diretor presidente da Centrais Elétricas de Santa Catarina (Celesc) e presidente da Companhia Catarinense de Águas e Saneamento (Casan). Ainda exerceu o cargo de secretário de estado para o Desenvolvimento da Região Serrana, no governo Jorge Bornhausen.
Em 2006 foi eleito para o Senado. Licenciou-se do mandato de senador em 2010 para disputar o Governo do Estado de Santa Catarina, sendo eleito governador com votação recorde em 2010 e reeleito 2014, as duas vezes em primeiro turno. Colombo licenciou-se do cargo em 2018, renunciando definitivamente o Governo em abril daquele ano para candidatar-se nas eleições de outubro ao Senado, tendo sido derrotado e ficando em 4° lugar na disputa por 1 das 2 vagas disputadas.
Em fevereiro de 2019, assumiu a Coordenação de Estudos Políticos da Fundação Espaço Democrático do PSD.
Sua gestão não escapou das acusações de corrupção e improbidade que marcaram o debate público durante as investigações da Operação Lava Jato e durante a crise política que levou ao impeachment de Dilma Rousseff – tendo sido incluído tanto na delação de Ricardo Saud, ex-diretor de relações institucionais do Grupo JBS, como na delação do ex-diretor ambiental da Odebrecht (atual Novonor), Fernando Cunha Reis como parte dos esquemas de Corrupção investigados no âmbito Operação Lava-jato.
Em 2022, concorre novamente ao cargo de Senador pelo PSD após a derrota, 4° lugar, na eleição de 2018.

## Biografia
Colombo ocupou diversos cargos e funções públicas. Foi um dos Vice-Presidentes da Executiva Nacional do PSD e desde fevereiro de 2019 responde pela Coordenação de Estudos Políticos da Fundação Espaço Democrático do partido.
Publicou, em 2009, o livro de autopromoção intitulado "Povo tem Rosto, Nome e Endereço", de forma virtual.

## Prefeitura de Lages (1989-1992) e (2001-2006)
Exerceu três mandatos como Prefeito de Lages. Construiu banheiros em casas sem saneamento, criou o Programa Juro 0 (empréstimo sem juros a micro e pequenos empresários), municipalizou e terceirizou a distribuição d’água e tratamento de esgoto, retirando-os do controle da estatal Casan, entre outras ações.

## Senador da República (2007-2010)
Em seu mandato até dezembro de 2010, apresentou 175 proposições legislativas, entre projetos de lei, Propostas de Emenda à Constituição e requerimentos. No ano de 2009, segundo o portal Transparência Brasil, foi o Senador que mais apresentou projetos de Lei na casa, sendo que 85% deles considerados de alto impacto econômico e social.

## Governador de Santa Catarina (2011-2018)

### Eleições em 2010
Na eleição para governador de Santa Catarina, os principais adversários foram a ex-prefeita de Florianópolis Ângela Amin (PP) e a então senadora Ideli Salvatti (PT). Com 1.815.304 votos, representando 52,72%, ele se elege no primeiro turno. Em 1º de janeiro de 2011, Colombo toma posse juntamente com seu vice Eduardo Pinho Moreira.(reeleito) em 2014.

### Relações externas e internas

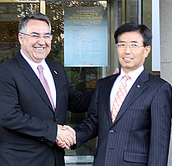
O governador Raimundo Colombo e o primeiro-ministro da Coreia do Sul Kim Hwang-sik em 25 de outubro de 2011 em Seoul.

Em maio de 2011, Raimundo anunciou a saída do Democratas e a entrada no Partido Social Democrático. Ainda no mesmo mês, o governador foi para a Europa buscando investimentos. Entre os dias 22 e 30 de outubro, o governador esteve fechando contratos na Coreia do Sul e no Japão.

### Infraestrutura
Em 16 de dezembro de 2011, foi inaugurada a duplicação do trecho da SC-401 entre o viaduto de Jurerê e Canasvieiras, tendo sido gastos 36 milhões de reais, divididos entre Estado (R$ 24,1 milhões) e o Governo Federal através do Ministério do Turismo (R$ 11,9 milhões). A 22 de dezembro de 2011, inaugurou-se a terceira faixa da SC-405 no sul da ilha com 7,6 milhões de reais em investimento. A inauguração ocorreu em meio a pequenos protestos do povo que pediam mais segurança na rodovia. Alguns dias depois, em 29 de dezembro foi inaugurada a pavimentação da SC-108, que dá acesso ao município de Anitápolis, com 22,3 milhões de reais. Ainda em dezembro de 2011 foram entregues também os acessos pavimentados aos municípios de Mirim Doce: SC-425, Campos Novos até Abdon Batista: SC-455 e Ipuaçu até Entre Rios: SC-451.
Em dezembro de 2011, o governo Colombo conseguiu empréstimo junto ao BNDES de R$ 40 milhões para investir em obras viárias em Joinville. As obras começaram no início de janeiro de 2012 com o binário do Bairro Vila Nova e a duplicação da Rua 15 de Novembro, obras de grande impacto na malha viária joinvillense. A contrapartida do Estado de Santa Catarina foi de R$ 20 milhões.
A rodovia SC-415 com 27,7 km de extensão entre Garuva e Porto de Itapoá foi completamente asfaltada em inaugurada em 20 de janeiro de 2012 com gasto total de R$ 46,5 milhões.
A Ponte Hercílio Luz foi fechada em 1982 devido problemas na estrutura, e decidiu-se no governo de Colombo que o projeto de reforma dela será completamente atualizado. A reforma será bancada com recursos via Lei Rouanet após o projeto ser aprovado no Ministério da Cultura ao ser submetido pelo governo Colombo. O Ministério dos Transportes e Colombo anunciaram a duplicação da BR-470.
Em abril de 2012, o governo Raimundo Colombo lançou os programas Ordem de Serviço e SOS Rodovias. O primeiro realizará pavimentação em trechos ainda não pavimentados de rodovias catarinenses e o segundo recuperará trechos críticos em rodovias consideradas de grande relevância pela população. O investimento nos programas é de R$ 393 milhões de um total de R$678 milhões financiados pelo BIDVI com contrapartida de 30% do Estado de Santa Catarina.
Obras em andamento com recursos do primeiro lote do BID VI:
| Obra   | Cidade                               | Extensão                              |
| ------ | ------------------------------------ | ------------------------------------- |
| SC-446 | Criciúma até a BR-101                | 12,721 km(inclui o acesso secundário) |
| SC-417 | BR-101 até Garuva                    | 9 km                                  |
| SC-161 | Romelândia até Anchieta              | 20,487 km                             |
| SC-467 | Ouro a Jaborá                        | 33,620 km                             |
| SC-480 | São Lourenço do Oeste a São Domingos | 47,175 km                             |
| SC-355 | Jaborá até a BR-153                  | 22,830 km                             |
| SC-427 | Rio do Campo a Passo Manso           | 15,500 km                             |
| Acesso | BR-101 até Passo de Torres           | 22,830 km                             |
| SC-114 | Painel a São Joaquim                 | 55,124 km                             |

### Segurança
Em 2011, grandes fugas de presidiários em Florianópolis fez chamar a atenção do Estado, e a Ordem dos Advogados do Brasil alertou precariedade nesses locais. Ainda em 2011, o governo Raimundo Colombo decidiu pela desativação da penitenciária de Florianópolis no bairro Agronômica e pela construção de um grande e moderno complexo penitenciário em Imaruí no sul do Estado que abrigará 1200 presos em sua lotação máxima e criação de emprego e renda na cidade. Além da entrega dos novos presídios de Lages, Itajaí e Tubarão.
Em São José, o governador juntamente com o Governo Federal comprometeram-se na construção do Centro Educacional São Lucas para abrigar adolescentes infratores, após o Ministério Público de SC exigir o desativamento imediato da unidade, gastando R$ 12 milhões, 6 milhões de cada governo.
Através de uma parceria, 7,5 milhões de reais foram investidos em segurança, sobretudo em um sistema de captação de imagens, para reconhecimento facial e reconhecimento de veículos, sendo Santa Catarina o primeiro estado a usar essa tecnologia. O projeto de instalação de câmeras e centrais de videomonitoramento, projeto Bem-te-vi, já instalou até junho de 2012, 662 câmeras de video em 37 cidades e pretende instalar ainda mais 413 câmeras até o final de 2012, chegando ao total de 58 cidades, trazendo assim mais segurança para a população catarinense.
Em novembro de 2011, os policiais civis do Estado iniciaram uma série de paralisações e protestos, na qual exigiam melhores salários, numa recomposição da inflação dos últimos treze anos. O governo Colombo prontamente atendeu a maioria das reivindicações dos membros tanto da Polícia Civil quanto da Polícia Militar e não houve deflagração de greve. A Secretaria de Segurança Pública em 2011 incorporou novos 444 policiais militares, 145 bombeiros militares, 72 servidores no Instituto Geral de Perícias (IGP), 202 policiais civis a serviço dos catarinenses, além de mais 800 policiais militares em formação e nomeação de 613 concursados da polícia civil em 2012.
O governo Raimundo Colombo criou em 2011 a Secretaria de Estado da Defesa Civil com o propósito de centralizar as ações da defesa civil e investir em uma cultura de prevenção de desastres, visto logo que Santa Catarina é um estado que necessita de grandes mobilizações devido aos seus eventos climáticos.

### Educação
No dia 18 de maio de 2011 os professores da rede estadual de ensino no estado decidiram realizar uma greve. Os professores pediam ao governo que pagasse o piso salarial de 1 187 reais sem cortes nas gratificações especiais dos professores. O piso foi decidido pelo Supremo Tribunal de Justiça como obrigatório tal pagamento. De acordo com os grevistas, a medida tomada pelo governo beneficia apenas os professores recém chegados que possuem apenas o magistério receberiam o mesmo valor que os professores que possuem carreira — maior formação profissional com pós-graduação, mestrado e doutorado — fazendo um achatamento da maior parte, desestimulando a especialização, e sem aumento para os professores de carreira. O governo reconhecia que todos estavam ganhando de acordo com o piso salarial, mas neste incluíam as gratificações especiais e remoção de reajustes salariais. A greve mobilizou cerca de 90% da categoria. Outra das reclamações, é que o governo estaria desviando recursos do Fundo de Manutenção e Desenvolvimento da Educação Básica e de Valorização dos Professores da Educação (Fundeb), dinheiro recebido para manutenção da educação mas que estava sendo utilizado em outras áreas. O governo negou, e disse que não tinha condições para fazer o pagamento pois implicaria nos orçamentos. No início de junho, Raimundo viajou para Brasília a fim de encontrar-se com o ministro Fernando Haddad e conseguir verbas, porém foram negadas pelo ministro, uma vez que, conforme Haddad informou, o Estado não está entre os "entes federativos" que não têm condições de pagar o piso. A 11 de julho, a matéria sobre o assunto foi parar na Assembleia Legislativa (a matéria eleva o salário ao piso nacional da categoria, mas "achata" os benefícios conquistado pelos docentes ao longo da carreira), onde os deputados aprovaram-a; os professores indignados invadiram a câmara e causaram tumulto, sendo contidos pela Polícia Militar. Em 19 de julho, mais de dois meses depois, os professores decidiram voltar para as salas de aulas, devido à negociações aceitas por uma parte da categoria e por pressão da Justiça ao autorizar o governo do Estado a descontar os dias parados dos professores.
Em 2011, o governo do estado através da Secretaria de Estado da Educação, investiu aproximadamente R$ 712 milhões em educação, em reformas, reparos, alimentação escolar, construção de novas escolas e informática em geral. Porém, mesmo com o investimento, muitas escolas continuam em situação precária.
Em 2012, aconteceu mais uma tentativa da greve, apesar do governo catarinense ter elevado o vencimento em até 138% para o nível inicial da categoria, essa tentativa de greve não obteve apoio popular e da categoria em geral(apenas 3%) e foi encerrada pelos militantes do SINTE rapidamente após seu início. Esta tentativa de greve foi deflagrada sem o governo ser ouvido e por isso não houve tentativas de negociação.
Com o objetivo de tornar obrigatório o Ensino Médio em período integral (duarante todo o dia), iniciou-se um plano para que o Ensino Fundamental fosse administrado pelos municípios. Assim, o governo estadual teria dinheiro suficiente para investir no Ensino Médio Integral. De forma geral, o projeto da municipalização do Ensino Fundamental já atinge pelo menos 15% do municípios catarinenses.
No final de 2011 foi apresentada a proposta de ensino médio integral em SC, o qual começou a ser operacionalizado em 2012, a intenção é implantar o Ensino Médio Integral em apenas 40 escolas assim atendendo inicialmente apenas 7 mil alunos do primeiro ano e conjuntamente, fazer uma parceria público-privada com o Colégio Marista Champagnat. Outros 8 mil alunos de 60 escolas vão ter a carga horária ampliada para que seja implantado o ensino integral em 2013. O governo de SC calcula que até 2014 50% dos seus alunos do ensino médio já estarão fazendo parte desse programa.
Santa Catarina apresentou evolução no IDEB em 2012 de 5.7 para 6.4 nos anos iniciais e 4.7 para 6 em anos finais.
Lançado em 2013 o Pacto pela Educação, programa que tem como objetivo colocar a educação no mesmo nível de países desenvolvidos, com atuação em 3 eixos: Pedagógico, Estrutura e Gestão. No eixo pedagógico o programa nacional da alfabetização na idade certa - PNAIC englobando 70mil alunos, o Brasil SC Alfabetizada para 10mil jovens e adultos até 2014, o ensino médio integral/inovador em 95 escolas e atendendo 12 mil alunos, a entrega de 11.856 tablets para o corpo docente, entrega de material escolar para 500mil alunos, bolsas de auxílio para estudantes do ensino superior num total de R$110 mi, novas diretrizes curriculares para educação básica e profissional.
Ainda no Pacto pela Educação no eixo estrutural teremos 8 novos centros de educação profissional - CEDUP, 30 novas escolas de ensino médio, 52 novas quadras e coberturas e mais de 150 escolas revitalizadas num total de R$364 mi em investimentos e mais R$20 mi para manutenção da infraestrutura. No eixo de gestão foi definida nova forma de escolha de diretor nas escolas através de projetos de gestão, sendo o melhor projeto o escolhido para dirigir a escola, maior qualificação dos gestores, mais autonomia nas escolas para resolução dos problemas, mais segurança através do Programa Escola Segura, a revitalização da carreira de magistério acima do piso nacional, abertura de concurso para 1661 novos efetivo em 2013.

### Saúde
Em 2011, o governo Colombo lançou o programa de mutirão de cirurgias eletivas, que pretende realizar 22.600 cirurgias até o final de 2012. As cirurgias compreendem cirurgia de catarata, amígdalas e adenoide, vesícula, hérnia e varizes e cirurgias de joelho, membros superior e inferior e retirada de materiais de síntese.
A região de São Miguel do Oeste teve o pedido de longa data do centro cirúrgico e UTI no seu hospital regional em 2011. O hospital Celso Ramos na Capital, que é considerado o mais movimentado de Santa Catarina, recebeu também sua nova emergência equipada com equipamentos de ponta.
O governo Raimundo Colombo definiu como estratégia, para fortalecer a saúde pública, o investimento em hospitais filantrópicos, aumentando assim a capilarização do atendimento nos municípios catarinenses. O investimento em 2011 foi de aproximadamente R$ 73 milhões.
Na questão da administração do corpo funcional da secretária de Estado da Saúde, houve acordo entre funcionários e a secretaria para reajuste dos salários, e o aumento de 596 servidores somente em 2011.
O governo de Raimundo Colombo aumentou em 53% os gastos com redes filantrópicas, ao terceirizar/privatizar a administração de diversos hospitais públicos.

### Desastres ambientais
Colombo teve de lidar com as enchentes no estado em 2011.

### Popularidade
Nos cem primeiros dias de governo o IBOPE realizou um levantamento da aprovação de Colombo. Segundo a pesquisa feita entre 2 e 6 de abril de 2011 com 602 pessoas, a aprovação dele foi de 70% (média de 6,9) - com margem de erro de 4 pontos percentuais.
No entanto, em 2013 esse percentual caiu para 30% em pesquisa realizada entre 9 e 13 de Julho

### Pacto por Santa Catarina
Em 17 de julho de 2012, o governo Raimundo Colombo lançou o programa de investimentos em múltiplas áreas, como segurança pública, educação, saúde, infraestrutura e assistência socia, do Estado chamado "Pacto por Santa Catarina". O programa previa um aporte inicial de R$ 5 bilhões pelo Governo de Santa Catarina, através de financiamento de projetos pelo próprio governo do Estado e dos bancos de desenvolvimento: BNDES (Banco Nacional de Desenvolvimento Econômico e Social), CAF (Banco de Desenvolvimento da América Latina) e BID (Banco Interamericano de Desenvolvimento).
Os primeiros investimentos do programa foram voltados a contenção de cheias no Vale do Itajaí, combate à seca no Oeste catarinense e recuperação de rodovias estaduais.
Para a contenção de cheias, o programa partiu da instalação de um sistema de monitoramento e alerta com um radar meteorológico, instalado no município de Lontras, localizado no Alto Vale. O equipamento é considerado, por especialistas, como o mais moderno do Brasil em operação. Também estão sendo executadas obras de ampliação das barragens em Taió e Ituporanga.
No combate à seca, as medidas previstas foram a construção de poços, açudes e cisternas comunitárias, além da aquisição de caminhões pipa. O governo também abriu linhas de financiamento para equipamentos de irrigação e cisternas privados.
Em relação as rodovias, 1,2 mil quilômetros delas estavam no plano para serem revitalizadas e recuperadas em todo o Estado, além da nova ligação entre Tangará e Campos Novos, a pavimentação completa da Serra do Corvo Branco, a duplicação da SC-403 e o novo acesso ao sul da Ilha e Aeroporto Hercílio Luz em Florianópolis e a duplicação da Rodovia Antônio Heil entre Brusque e Itajaí.